# Georg von Gemmingen (Domherr)

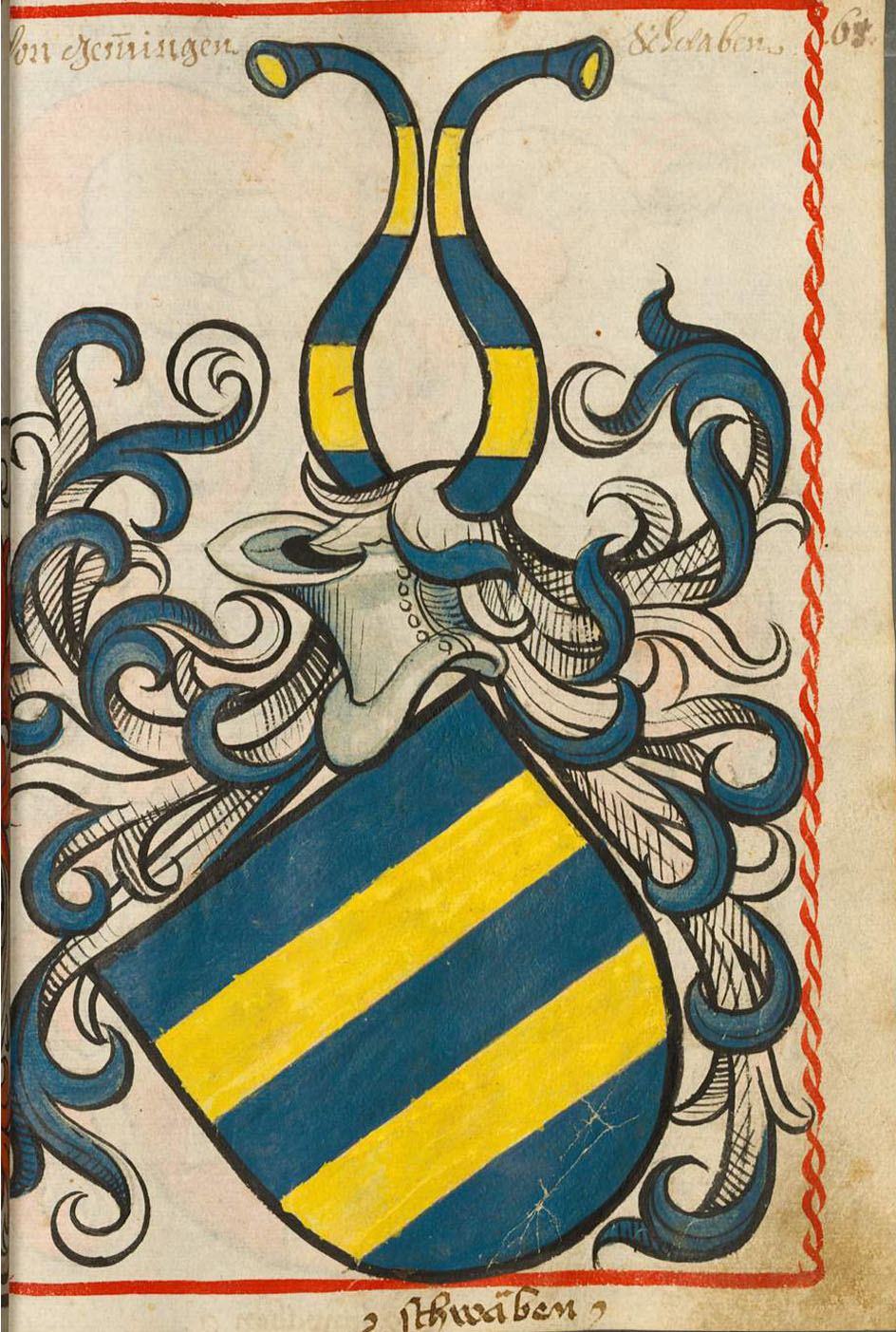
Wappen des Geschlechtes „von Gemmingen“

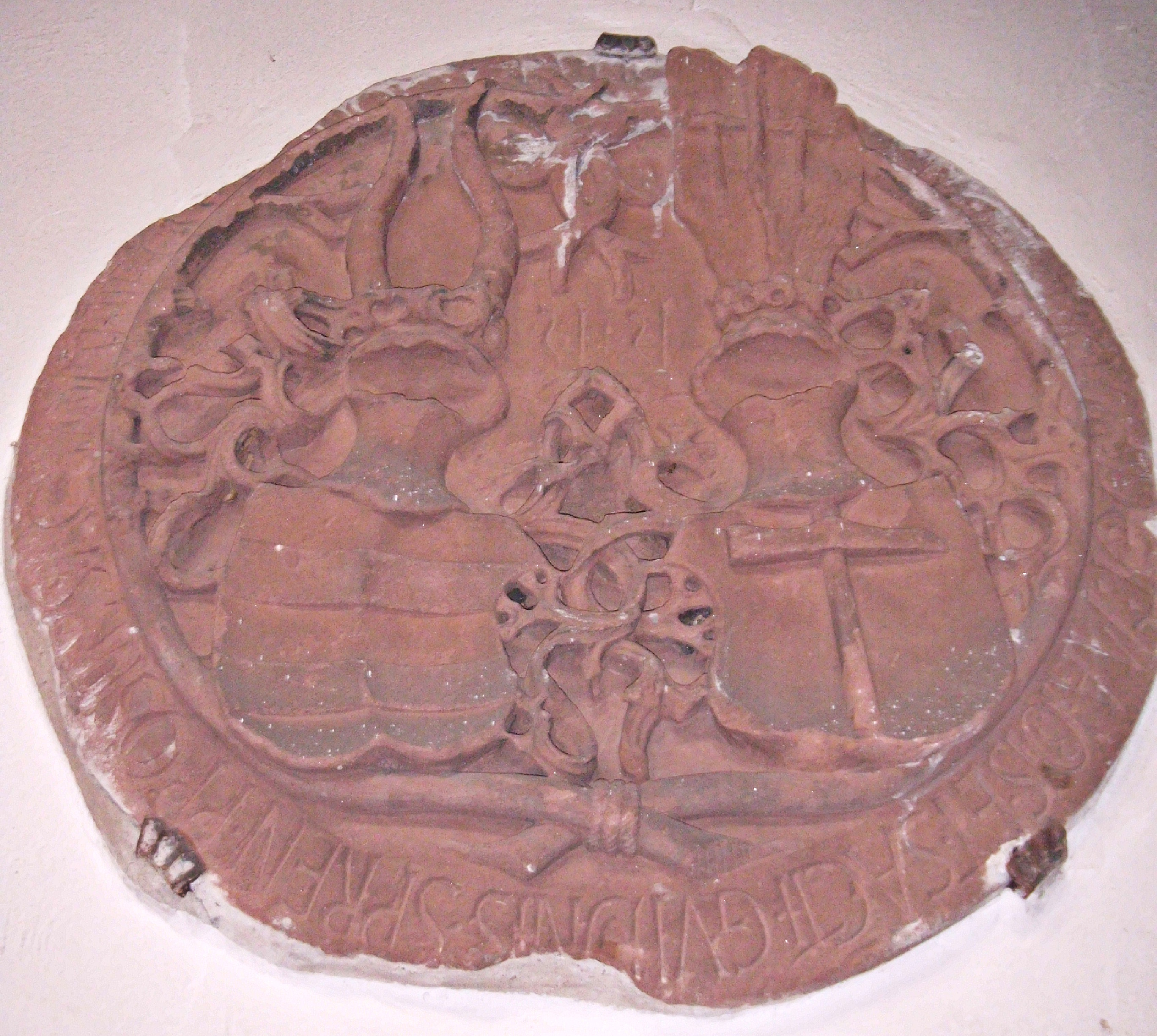
Schlussstein aus dem abgetragenen Kreuzgang des Wormser Domes (heute im Stadtmuseum Worms), gestiftet vom Bruder Erpho von Gemmingen, 1515. Er trägt außer der Widmungsinschrift das Allianzwappen der Eltern.

Georg von Gemmingen (* 23. April 1458; † 15. März 1511) entstammte der Linie Gemmingen-Michelfeld des süddeutschen Adelsgeschlechts der Herren von Gemmingen, war ein katholischer Priester, Domherr in Worms und Speyer, sowie Generalvikar des Bistums Speyer. Er erwarb sich große Verdienste in der Reform der kirchlichen Verhältnisse.

## Leben und Wirken
Georg von Gemmingen war eines der vielen Kinder des Hans von Gemmingen zu Michelfeld, genannt Keckhans (1431–1487) und dessen Frau Brigitta von Neuenstein. Seine Studien, die er mit dem Doktor beider Rechte abschloss, absolvierte er in Deutschland, Frankreich und Italien. 1477 erhielt der Adelige eine Domherrenpfründe in Speyer, am 8. November 1480 übernahm er das Amt des Domsängers und wurde auch Pastor in Gommersheim. 1483 war er Kanonikus in Worms. 1486 stiftete er gemeinsam mit seiner Schwester Els ein Fenster für das Magdalenenkloster in Speyer. Am 3. März 1487 erwählte ihn Bischof Ludwig von Helmstatt zu seinem Generalvikar und mit Datum vom 28. Juli 1488 avancierte er zum Speyerer Dompropst; außerdem fungierte er als Archidiakon. Aus den Jahren 1488 bis 1496 existieren noch Synodalbriefe des Prälaten, die seine Bemühungen um kirchliche Reformen sowie die sittliche und geistige Erneuerung des Klerus dokumentieren. Vermutlich beeinflusste er hierin stark seinen jüngeren Bruder Uriel von Gemmingen (1468–1514), der später als Erzbischof von Mainz in der gleichen Weise wirkte.
Zusammen mit dem nachmaligen Speyerer Bischof Philipp von Rosenberg reiste er im Juni 1491, vertretungsweise für Bischof Ludwig von Helmstatt, zum Ad-limina-Besuch nach Rom. 1492 wird Georg von Gemmingen als Domherr auch in Worms genannt, 1494 bekleidete er dort ebenfalls die Würde des Domdekans. Der Speyrer Domvikar Jakob Wimpfeling widmete ihm ab 1494 mehrere Schriften, darunter auch sein 1497 verfasstes Werk Isidoneus Germanicus über die Verbesserung der Unterrichtsmethoden, dessen Herausgabe Georg von Gemmingen überhaupt erst angeregt hatte.
Kardinal  Raimund Peraudi (1435–1505), der in Deutschland und Nordeuropa zum Kreuzzug gegen die Türken aufrief, bestellte Georg von Gemmingen am 26. April 1502 zu seinem Commissarius (Helfer).
Der Prälat wurde nach seinem Tod wie auch sein Bruder, Dompropst Erpho von Gemmingen, im (nicht mehr existenten) Kreuzgang des Speyerer Doms bestattet.